# Gīvakī
Gīvakī (persiska: گيوَهكی, گيوَكی, Gīvahkī, گیوکی) är en ort i Iran.   Den ligger i provinsen Hamadan, i den nordvästra delen av landet, 300 km sydväst om huvudstaden Teheran. Gīvakī ligger 1 702 meter över havet och antalet invånare är 552.
Terrängen runt Gīvakī är varierad.Runt Gīvakī är det ganska tätbefolkat, med 124 invånare per kvadratkilometer. Närmaste större samhälle är Barzūl, 17,6 km öster om Gīvakī. Trakten runt Gīvakī består till största delen av jordbruksmark.